# 神田正種
神田 正種（かんだ まさたね、1890年（明治23年）4月24日 - 1983年（昭和58年）1月15日）は、日本の陸軍軍人。最終階級は陸軍中将。

## 経歴
愛知県出身。佐枝種永の二男として生れ、神田正富陸軍中佐の養子となる。台北師範学校附属中学校、熊本陸軍地方幼年学校、中央幼年学校を経て、1911年5月、陸軍士官学校（23期）を卒業。同年12月、歩兵少尉任官、歩兵第18連隊付となる。1919年11月、陸軍大学校（31期）を卒業。
参謀本部付勤務、参謀本部員（ロシア班）、浦塩派遣軍司令部付、関東軍司令部付（南満州鉄道ハルピン事務所）、歩兵第39連隊大隊長、朝鮮軍参謀、陸大専攻学生、トルコ大使館付武官、参謀本部員（ロシア班長）兼陸大教官、参謀本部課長、歩兵第45連隊長、教育総監部第1課長などを経て、1938年7月、陸軍少将に進級。教育総監部第1部長、参謀本部総務部長などを歴任し、1941年3月、陸軍中将となった。1941年4月1日から1945年4月1日まで、第6師団長となる。
太平洋戦争には、第6師団長として出征、ブーゲンビル島の戦いに従軍。1945年4月、第17軍司令官となり、終戦を迎えた。
同年9月8日、オーストラリア軍のタロキナ基地に第8艦隊司令官の鮫島具重中将とともに出向いて降伏文書に調印した。
1947年3月に復員したが、BC級戦犯容疑により起訴された。1948年（昭和23年）1月31日、公職追放仮指定を受けた。同年11月、禁固14年の判決を受け、1952年8月に釈放された。
1965年10月24日、ソロモン群島方面よりの帰還兵で構成される戦友会設立にて、全国第17軍ソロモン会(現：全国ソロモン会)初代会長に就任。戦没者の慰霊事業と遺骨収集に尽力した。

## 栄典
勲章等
- 1940年（昭和15年）8月15日 - 紀元二千六百年祝典記念章[3]

外国勲章佩用允許
- 1941年（昭和16年）12月9日 - 満州帝国：建国神廟創建記念章[4]